# Заболотний Володимир Володимирович
Володимир Володимирович Заболотний, о. Володимир Заболотний (нар. 15 вересня 1960, Чортків, Україна) — український актор, громадський та релігійний діяч, отець-митрат (2023). Син Марії Потикевич-Заболотної.

## Життєпис
Володимир Заболотний народився 15 вересня 1960 року в місті Чорткові, нині Чортківської громади Чортківського району Тернопільської области України.
Закінчив Чортківську середню школу № 4 (1967–1974) та № 7 (1974–1977), Тернопільське музичне училище імені Соломії Крушельницької (1977–1983).
У 1979–1981 роках проходив службу в армії м. Чарджоу (Туркменія) і м. Кази Магомед (Азербайджан). Працював актором (1983–1989), заступником директора (1989–1990) Тернопільського драматичного театру імені Тараса Шевченка.
У 1988 році отримав благословення на духовне навчання від владики Володимира Стернюка у Львові. Навчався в Івано-Франківському теологічно-катехитичному духовному інституті УГКЦ (1990–1995, нині академія греко-католицької церкви).

### Громадська діяльність
У 1990 році став депутатом 1-го демократичного скликання Тернопільської міської ради.
П’ять разів був волонтером у зоні АТО.
Діяльний в редакційній раді видання «Бучацька єпархія УГКЦ. Парафії, монастирі, храми. Шематизм»

## Духовне служіння
У 1993 році отримав Святу тайну Священства з рук Преосвященішого Владики Софрона Дмитерка.
Священник у селах:
- Саранчуки, Базниківка, Слов'ятин Бережанського району (1993–1996);
- Малашівці, Плесківці, Іванківці Зборівського району (1996–1998);
- Ренів і Вертелка Зборівського району (1998–2007);
- Біла (з листопада 2007), Скородинці (2007–2011) і Сосулівка (з травня 2013) Чортківського району;
- місті Чорткові на парафії Новомучеників і блаженних Українського народу (2007—2008).

З 2007 року — декан УГКЦ міста Чорткова. З 2009 року — протосинкел Бучацької єпархії УГКЦ. Здійснив чин похорону Ореста Квача (31 липня 2014), Романа Ільяшенка (9 вересня 2014), Ігоря Римара (30 січня 2015), Ярослава Чемного (11 квітня 2019), які загинули в зоні АТО.
З грудня 2019 року — радник Душпастирської ради Патріаршої курії УГКЦ.
Член журі другого фестивалю хорових колективів духовної музики Бучацької Єпархії УГКЦ «Боже, Україну, збережи» (2019).

## Цитати
|                            | Головною ціллю поїздки до солдатів стала зовсім не передача подарунків чи їжі, а найперше піднесення морального духу воїнів |
| — о. Володимир Заболотний, | |

|                            | У нашого народу, на превеликий жаль, є багато панахид, багато плачу, багато нарікань. Час показати і перемоги. З боку історії, одна з найзначніших наступальних військових операцій Української Галицької Армії (УГА), здійсненої в період з 7 по 28 червня 1919 року, під час польсько-української війни в Галичині 1918—1919 тривала 13 днів, проте в прориві Чортківської офензиви і є душа нашого українського народу, його бажання свободи, волі |
| — о. Володимир Заболотний, | |

|                            | Катерина Рубчакова — ще один приклад того, що свої мрії можна і треба здійснювати. Потрібно небагато — щоденно розвиватись та працювати. Старатись змінювати себе, людей навколо, змінювати країну |
| — о. Володимир Заболотний, | |

## Відзнаки
- нагрудний знак «Гордість Тернопілля» (11 липня 2018) — за вагомий особистий внесок у розвиток духовності, утвердження принципів християнської моралі, історичної справедливості в українському суспільстві та з нагоди відзначення 100-річчя подій Української революції 1917 — 1921 років[13][14]
- медаль «За оборону рідної держави» (3 серпня 2016)
- Грамота Верховної Ради України (21 грудня 2018).

## Цікаві факти
- У 2017 році о. Володимиру Заболотному вдалося примирити дві конфесії с. Сосулівка, що на Чортківщині.[15][16][17]